# Tendō
Tendō (jap. 天童市 Tendō-shi) – miasto w prefekturze Yamagata w Japonii (Honsiu). Ma powierzchnię 113,01 km². W 2020 r. mieszkało w nim 62 140 osób, w 22 542 gospodarstwach domowych  (w 2010 r. 62 214 osób, w 20 338 gospodarstwach domowych) .

## Położenie
Miasto leży we wschodniej części prefektury nad rzeką Mogami, na zachodnich zboczach gór Ōu. Graniczy z miastami:
- Yamagata
- Higashine
- Sagae

## Historia
Miasto powstało 1 października 1958 roku.

## Transport

### Drogowy
- Autostrada Tōhoku-Chūō
- Drogi krajowe nr: 13, 48.

## Miasta partnerskie
- Chiny: Wafangdian
- Włochy: Marostica
- Nowa Zelandia: Blenheim